# Puchar Świata w Zapasach 2022 – styl klasyczny mężczyzn
W zawodach Pucharu Świata w 2022 roku w stylu klasycznym rywalizowano w dniach 5-6 listopada w Baku w Azerbejdżanie na terenie Pałacu Sportu.

## Styl klasyczny

### Ostateczna kolejność drużynowa
| Poz. | Państwo              |
| ---- | -------------------- |
|      | Iran                 |
|      | Azerbejdżan          |
|      | Reprezentacja Świata |
| 4.   | Turcja               |
| 5.   | Kirgistan            |

- Serbia musiała się wycofać z powodu przypadków COVID-19 w drużynie[2].

### Grupa A
| Grupa A      |
| ------------ |
| 1. Iran      |
| 2. Turcja    |
| 3. Kirgistan |

Wyniki:
- Turcja -  Iran  4-6
- Turcja -  Kirgistan  7-3
- Kirgistan -  Iran  2-8

### Grupa B
| Grupa B                 |
| ----------------------- |
| 1. Azerbejdżan          |
| 2. Reprezentacja Świata |
| 3. Serbia               |

Wyniki:
- Azerbejdżan - WLD 5-5 (22-19)

### Finały
- 3-4  Turcja - WLD 5-5 (19-22)
- 1-2  Iran -  Azerbejdżan 5-5 (21-19)

## Zawodnicy w poszczególnych kategoriach
| Waga   |                                         |                                |                        | 4                                 | 5                         |
| ------ | --------------------------------------- | ------------------------------ | ---------------------- | --------------------------------- | ------------------------- |
| 55 kg  | Puja Dadmarz                            | Eldəniz Əzizli                 | Nugzari Curcumia       | Ekrem Öztürk Muhammet Emin Çakır  | Taałajbek Bejszenbek uułu |
| 60 kg  | Mehdi Nejad                             | Murad Məmmədov Nihat Məmmədli  | Ajdos Sułtangali       | Kerem Kamal Mükremin Aktaş        | Nurmuchammet Abdułłajew   |
| 63 kg  | Iman Mohammadi                          | Taleh Məmmədov                 | Leri Abuladze          | Ahmet Uyar                        | Kały Sułajmanow           |
| 67 kg  | Danijal Sohrabi                         | Həsrət Cəfərov                 | Dżoni Checuriani       | Murat Fırat                       | Chałmurat Ibragimow       |
| 72 kg  | Mohammad Reza Rostami Amir Abdi         | Ülvi Qənizadə                  | Andrij Kułyk           | Selçuk Can                        | Adiłchan Nurłanbekow      |
| 77 kg  | Mohammadreza Mochtari Aref Habibollahi  | Sənan Süleymanov               | Zoltán Lévai           | Yunus Emre Başar Yüksel Sarıçiçek | Akyłbek Tałantbekow       |
| 82 kg  | Alireza Mohmadi Mohammad Hosejn Mahmudi | Rafiq Hüseynov                 | Jalgasbay Berdimuratov | Burhan Akbudak                    | Kalidin Asykejew          |
| 87 kg  | Hamidreza Badkan Abolfazl Czoubani      | Murad Əhmədiyev                | Alexandros Kessidis    | Ali Cengiz                        | Atabek Azisbekow          |
| 97 kg  | Mahdi Bali                              | Arif Niftullayev               | Nikoloz Kachelaszwili  | Metehan Başar                     | Üzür Dżuzupbekow          |
| 130 kg | Aliakbar Jusefi                         | Sabah Szari’ati Beka Kandelaki | Mantas Knystautas      | Osman Yıldırım Fatih Bozkurt      | Erłan Manatbekow          |